# Canal Sur Andalucía
Canal Sur Andalucía é o canal de televisão da Radio y Televisión de Andalucía (RTVA) que tem como objetivo aproximar a televisão e cultura andaluzas a todos os que vivem fora da Andaluzia, tanto na Espanha como na Europa, assim como ao resto de cidadãos destas zonas. A sua programação baseia-se principalmente em conteúdos de produção própria dos canais da RTVA (Canal Sur, Canal Sur 2 e Andalucía TV), nomeadamente concursos, telenovelas/teleséries, programas culturais, desportivos e de entrevistas. A programação também inclui programas informativos e de reportagens, que são transmitidos em direto, como por exemplo o programa Canal Sur Noticias ou o espaço de reportagens Los Reporteros.
O canal é difundido pelos satélites Astra e Hispasat e também por plataformas de televisão paga. Em Portugal, o canal é distribuído através do serviço de televisão por cabo da Cabovisão.